# Cassephyra rufifrons
Cassephyra rufifrons är en fjärilsart som beskrevs av W. Warren 1909. Cassephyra rufifrons ingår i släktet Cassephyra och familjen mätare. Inga underarter finns listade i Catalogue of Life.